# Bryson City
Bryson City è una città statunitense, capoluogo della Contea di Swain nella Carolina del Nord. La sua popolazione era di 1.411 abitanti al censimento del 2000.

## Geografia fisica
Secondo l'United States Census Bureau, la città sorge su una superficie di 5.8 km², dei quali 5,50 km² di terraferma e 0,30 km² di acque interne.

## Società

### Evoluzione demografica
Secondo il censimento del 2000, vi erano 1.411 abitanti, 588 case e 323 famiglie residenti in città. La densità di popolazione era di 255.8 persone per km². Sotto il punto di vista razziale in città vi erano il 90.93% di bianchi, l'1.98% di uomini di colore, il 4.96% di Nativi Americani, lo 0.35% di asiatici, lo 0.64% di altre razze e 1.13% di uomini appartenenti a due o più razze.
La popolazione era eterogenea e vi era il 17.6% di popolazione al di sotto dei 18 anni, il 5.9% di popolazione dai 18 ai 24 anni, il 24.9% di popolazione dai 25 ai 44 anni, il 24.5% di popolazione dai 45 ai 64 anni e il 27.1% di popolazione con 65 anni o più. L'età media era di 46 anni. Ogni 100 donne vi erano 77.9 uomini, e ogni 100 donne di 18 anni o più vi erano 78.2 uomini.
Il guadagno medio di una famiglia in città era di $23,232. Gli uomini avevano un guadagno medio di $26,528 e le donne di $19,833.

## Storia
I Nativi Americani avevano vissuto e cacciato nelle vicinanze di dove attualmente sorge Bryson Cyty per circa 14.000 anni. Intorno al 1818, un capo Cherokee, conosciuto come Big Bear ricevette 2,60 km² di una riserva, immediatamente ad ovest della confluenza del Deep Creek e del Tuckasegee River, che include oggi gran parte della città. Big Bear vendette parte della riserva a Darling Belk nel 1819 e un'altra parte a John B. Love nel 1824. Per tutto il 1830, gli eredi di Belk e John B. Love combatterono una dura battaglia legale per il controllo della riserva di Big Bear, per la quale infine prevalse Love nel 1840. Negli anni seguenti, Love vendette parte della riserva a James e Diana Shular. 
Gli Shular, a turno, vendettero parte della riserva al colonnello Thaddeus Bryson e al commerciante Alfred Cline. Un piccolo paesino, conosciuto come Bear Springs, si sviluppò in mezzo a dove sorgeva la riserva di Big Bear.
La Contea di Swain fu creata da una parte della Contea di Jackson e dalla Contea di Macon. Nel 1871, il nuovo commissario incontrò per la prima volta Lucy Ann Cline, figlia di Alfred Cline, a Bear Spring. Lucy Ann Cline fu disposta a vendere alcuni dei suoi possedimenti per la creazione del nuovo capoluogo di contea per la nuova contea nascente. La città fu inizialmente chiamata Charleston e impostata con una forma a "T" formata solo da due strade: l'attuale strada principale della città e la Everett Street. Il primo palazzo di giustizia distrettuale della Contea di Swain fu ultimato nel 1874. Nel 1872, poco dopo il completamento della nuova prigione, un leggendario detenuto fu portato nella prigione della Contea di Swain, quando una gang guidata da Harvey Cooper prese d'assalto la prigione e liberò il detenuto Tom Colvert, che lui riteneva ingiustamente imprigionato per aver ucciso un suo rivale in un bar a Robbinsville.
Nel 1889, la popolazione di Charleston cambiò il nome della città in Bryson City per dare un riconoscimento ai numerosi servizi prestati alla città dal colonnello Thaddeus Bryson e per eliminare la confusione data dalla presenza di una "Charleston" in Carolina del Sud. La banca di Bryson City fu aperta nel 1904 e l'attuale palazzo di giustizia distrettuale di Bryson City fu completato nel 1908.

## Bryson City oggi
Il Great Smoky Mountains National Park, aperto nel 1933, offrì una maggiore possibilità di guadagno per la Contea di Swain. Horace Kephart, un autore che operò a Bryson City per alcuni anni, fu uno dei principali sostenitori per il progetto della creazione del parco. La sezione nelle vicinanze del Deep Creek, subito a nord di Bryson City, diventò un'attrezzata area di campeggio. L'entrata principale più ad est del parco è situata ad alcune miglia ad est di Bryson City.
La costruzione della Fontana Dam che nel 1944 inondò l'unica autostrada che unisse Bryson City alle remote zone delle Smoky Mountains, conosciute come North Shore, lasciò Bryson City priva di collegamenti stradali. Nel 1948 il governo americano iniziò la costruzione di una nuova autostrada, conosciuta come Lakeview Drive, anche se i lavori proceddettero molto lentamente. Nel 1972, dopo 24 anni, solo 11 km di questa autostrada furono ultimati. Problemi ambientali e finanziari fermarono il progetto e la strada diventò nota alla gente del posto come "The Road to Nowhere" ("La strada che non porta da nessuna parte"). Nel 2007, il National Park Service ritenette la costruzione della strada come una violazione del progetto generale della gestione del Great Smoky Mountains National Park, e così iniziarono i lavori con la Contea di Swain per trovare un'alternativa.
L'incremento della popolarità delle automobili portò ad una diminuzione dell'uso dei trasporti ferroviari, così la Southern Railways(che aveva sostituito la Western North Carolina Railroad) cessò il suo servizio di trasporto passeggeri nel 1948. Dopo che la Norfolk Southern Railways cessò con il trasporto di merci sulle rotaie, lo Stato della Carolina del Nord acquistò il percorso ferroviario. Nel 1988, fu creata una linea ferroviaria panoramica, conosciuta come Great Smoky Mountain Railway, la cui stazione ferroviaria di partenza fu stabilita a Bryson City.